# Gonioscelis longulus
Gonioscelis longulus är en tvåvingeart som beskrevs av Ricardo 1925. Gonioscelis longulus ingår i släktet Gonioscelis och familjen rovflugor. Inga underarter finns listade i Catalogue of Life.